# Tavoletta di Niinnion
La tavoletta di Ninnione, datata all'incirca al 370 a.C., è una tavoletta in argilla rossa raffigurante gli antichi Misteri Eleusini greci (riti religiosi legati alla mitologia greca). È stata riscoperta a Eleusi, nel 1895, ed è conservata nel Museo Archeologico Nazionale di Atene (inv. 11036).

## Descrizione
La tavoletta raffigura Iacco che guida una processione di iniziati nei Misteri. A ricevere questo gruppo sono le divinità Demetra e Persefone. Sopra la scena principale del manufatto ci sono molteplici rappresentazioni della luna. La tavoletta di Ninnione è l'unica rappresentazione originale conosciuta dei riti di iniziazione dei Misteri che rappresenta una kernophoria.
Lo studioso Mylonas così descrive la tavoletta: